# HUGtto! PreCure
Kirakira☆PreCure a la Mode Star☆Twinkle PreCure
HUGtto! PreCure (HUGっと! プリキュア, Hugtto! Purikyua) est une série d'animation japonaise de type magical girl produite par le studio Tōei Animation. C'est la 15e série de la franchise Pretty Cure. Elle a été diffusée entre le 4 février 2018 et le 27 janvier 2019, remplaçant Kirakira☆PreCure a la Mode à son heure de diffusion initiale sur TV Asahi. Un film d'animation HUGtto! PreCure♡Futari wa PreCure All Stars Memories sort en octobre 2018.

## Synopsis
Hana Nono, une fillette de 13 ans qui aspire à être vue comme une adulte, commence son année d’école secondaire quand elle se dépêche précipitamment. Pendant qu'elle essayait d'aller à l'école, elle rencontra un bébé étrange nommé Hug-tan et une fée ressemblant à un hamster nommée Harryham Harry qui était apparu hors du ciel. Mais au milieu de la rencontre, Hana a appris d'eux qu'ils étaient poursuivis par la Criasu Corporation, qui veut le cristal de Mirai d'Hug-tan (Mirai Cristal), avec l'un de ses subordonnés pour les attraper. Le désir de Hana de protéger Hug-tan a éveillé son potentiel intérieur alors que son propre Cristal Mirai apparaît, ce qui la transforme en Cure Yell. Avec Saaya , Homare et plus tard rejointe par Emiru et Ruru, elles forment l’équipe HUGtto! PreCure dans l’espoir de protéger l’avenir des gens de la société Criasu.

## Personnages

### Pretty Cures
Hana Nono (野乃 はな, Nono Hana) Cure Yell (キュアエール, Kyua Ēru)
Voix japonaise : Rie Hikisaka
Saaya Yakushiji (薬師寺 さあや, Yakushiji Saaya) Cure Ange (キュアアンジュ, Kyua Anju)
Voix japonaise : Rina Hon'izumi
Homare Kagayaki (輝木 ほまれ, Kagayaki Homare) Cure Etoile (キュアエトワール, Kyua Etowāru)
Voix japonaise : Yui Ogura
Emiru Aisaki (愛崎 えみる, Aisaki Emiru) Cure Macherie (キュアマシェリ, Kyua Masheri)
Voix japonaise : Nao Tamura
Ruru Amour / R.U.R. 9500 (ルールー・アムール, Rūrū Amūru) Cure Amour (キュアアムール, Kyua Amūru)
Voix japonaise : Yukari Tamura